# Sanhejian
Sanhejian (kinesiska: 三河尖, 三河尖街道) är en socken i Kina. Den ligger i prefekturen Xuzhou Shi och provinsen Jiangsu, i den östra delen av landet, omkring 290 kilometer nordväst om provinshuvudstaden Nanjing. Antalet invånare är 7407. Befolkningen består av 3 063 kvinnor och 4 344 män. Barn under 15 år utgör 10,0 %, vuxna 15-64 år 78 %, och äldre över 65 år 10,0 %.
Genomsnittlig årsnederbörd är 961 millimeter. Den regnigaste månaden är juli, med i genomsnitt 205 mm nederbörd, och den torraste är januari, med 12 mm nederbörd.